# Córdoba (Quindío)
Córdoba – miasto w Kolumbii, w departamencie Quindío.